# Internet Resource Locator
Pour les articles homonymes, voir IRL.
 (septembre 2022).
Si vous disposez d'ouvrages ou d'articles de référence ou si vous connaissez des sites web de qualité traitant du thème abordé ici, merci de compléter l'article en donnant les références utiles à sa vérifiabilité et en les liant à la section « Notes et références ».
Un Internet Resource Locator (en abrégé : IRL, en français : localisateur de ressources Internet) est une adresse donnant une localisation sur Internet, qui peut être rapprochée de la notion plus générale d'URL. Sa structure est décrite par la norme RFC 1736.

## Définition d'une ressource
Les ressources sont des objets (documents, bases de données WAIS, serveurs FTP, destinations Telnet, etc.) auxquels on associe des noms, des identificateurs descriptifs et des localisateurs, qui doivent ensuite être mis en correspondance (mappage) pour définir une infrastructure complète de diffusion d'informations sur le réseau.

## Rôle des localisateurs
Au sens général, les localisateurs donnent l'adresse d'une ressource qui peut être numérique et accessible par internet (document de site web, etc.), ou non (êtres humains, objets physiques qui n'ont pas d'instanciation électronique).
Un localisateur de ressources Internet est un cas particulier qui décrit l'emplacement d'une ressource Internet. Sa structure est définie par la norme RFC 1736.
D'autres types d'identificateurs de ressources (Uniform Resource Identifier) permettent d'associer des noms et des descriptions aux ressources, même lorsque celles-ci sont déplacées ou supprimées.